# Piotr Czujkiewicz
Piotr Aleksandrowicz Czujkiewicz (według innych źródeł Piotr Andriejewicz) (ros. Пётр Александрович Чуйкевич; ur. 1783, zm. 5 sierpnia?/17 sierpnia 1831) – generał-major Imperium Rosyjskiego od 12 grudnia 1823.

## Życiorys
Podpułkownik, pochodził z rodziny szlacheckiej zamieszkałej w guberni połtawskiej. Ukończył Szlachecki Korpus Kadecki Wojsk Lądowych. W służbie wojskowej od 1797. Dowódca plutonu Kronsztadzkiego Pułku Garnizonowego. W Świcie Jego Imperatorskiej Wysokości do spraw kwatermistrzowskich (1804–1807). Uczestnik kampanii francuskiej (1807) i tureckiej (1807–1809). 21 marca 1809 odszedł do rezerwy. 
W 1810 został przyjęty do służby w Tajnej Ekspedycji Ministerstwa Wojskowego, zajmował się analizą napływających informacji wywiadowczych. W styczniu 1812 stworzył mapę dyslokacji wojsk francuskich, w kwietniu 1812 przedstawił końcowe zalecenia rosyjskiemu dowództwu. W tym samym roku od kwietnia do lipca przebywał w misji wojskowo-dyplomatycznej w Prusach. W czasie inwazji Napoleona na Rosję (1812) w 1812 – ober-kwatermajster korpusu Matwieja Płatowa.
W latach 1813–1815 zarządzał Kancelarią Specjalną przy Ministerstwie Wojskowym.
29 listopada 1816 odszedł do rezerwy w mundurze. 21 października 1820 po raz kolejny powrócił do służby i został przydzielony do kancelarii Sztabu Głównego.
Od 25 października 1829 do śmierci był szefem sztabu Samodzielnego Korpusu Orenburskiego. 
Autor wielu prac historycznych.